# جوني جاكسون (لاعب كرة قدم أمريكية)
جوني جاكسون (بالإنجليزية: Johnnie Jackson)‏ هو لاعب كرة قدم أمريكية أمريكي، ولد في 11 يناير 1967 في هيوستن في الولايات المتحدة.

## وصلات خارجية
- جوني جاكسون على موقع مرجع كرة القدم المحترفة.كوم (الإنجليزية)